# Дубін
Дубін (пол. Dubin, нім. Dubin, 1943-45: Spitzwall) — село в Польщі, у гміні Ютросін Равицького повіту Великопольського воєводства.
Населення — 707 осіб (2011).
У 1975-1998 роках село належало до Лешненського воєводства.

## Демографія
Демографічна структура станом на 31 березня 2011 року:
|          | Загалом | Допрацездатний вік | Працездатний вік | Постпрацездатний вік |
| -------- | ------- | ------------------ | ---------------- | -------------------- |
| Чоловіки | 374     | 112                | 230              | 32                   |
| Жінки    | 333     | 76                 | 180              | 77                   |
| Разом    | 707     | 188                | 410              | 109                  |